# 에지 (프로레슬링 선수)
에지(Edge, 1973년 10월 30일 ~ )는 본명은 아담 조셉 코플랜드(Adam Joseph Copeland)다. 캐나다의 전 프로레슬링 선수이다. WWE 챔피언 WWE 월드 헤비웨이트 챔피언을 많은 경력을 가지고 있다. 2011년 4월 15일 현역에서 은퇴했다. 하지만 2020년 로얄럼블에서 21번으로 출번하며 복귀했다.
링네임으로는 아담 코플랜드, 아담 임팩트, 코프(Cope), 데이먼 스트라이커, 에지(Edge), 섹스턴 하드캐슬(Sexton Hardcastle) 등을 사용한다.

## 체격
- 키는 195cm

- 몸무게 96kg

## 에지의 삶
에지는 고등학교때 제이슨 르소와 키자니와 친했으며 브렛 하트, 도리 펑크등 유명한 선수들에게 트레이닝을 받고 1991년에 프로레슬링에 입문을 하게 된다.
1996년부터 제이슨 르소와 태그팀을 만들어 여러 인디단체에서 활동하다가 1998년에 제이슨 르소와 WWE에 정식데뷔한다. 이때 태그팀에 더 브루드에 제이슨 르소와 함께 가입해서 활동한다.
그리고 당시 에지는 제이슨 르소와 형제라는 각본이었다. 그리고 1999년부터 싱글로 다니면서 1999년 7월 24일 처음으로 WWE 인터콘티넨탈 챔피언이 되지만 하루만에 빼앗기게 된다. 그리고2000년 4월 2일 크리스챤과 태그팀을 해서 더들리 보이즈를 이기고 첫 WWF 월드 태그팀 챔피언이 된다. 그리고 2001년 8월 30일 통산2회 인터콘티넨탈 챔피언이 된다. 하지만 하디 보이즈와 함께 TLC로 유명한 ECW는 제이슨 르소의 배신으로 해체된다. 하지만 그 다음해에 2002년에 자신이 동경하던 헐크 호건과 태그팀을 만들어 7월 4일에 통산8회 WWE 월드 태그팀 챔피언이 된다. 그 후에는 브랜드 분리 일환 정책에 따라 스맥다운으로 이적하여 레이 미스테리오와 태그 팀을 이루었고 통산 1회 WWE 태그팀 챔피언에 오른다.
하지만 에지는 2003년에 목부상으로 2004년 3월 22일에 복귀한다. 2004년부터 에지는 전성기를 맞이하게 된다. 에지는 레슬매니아 21에서 머니 인 더 뱅크에서 우승한다. 2005년 6월 20일 에지는 매트 하디의 옛애인 리타와 결혼을 한다. (각본상)그리고 에지는 2006년에 존 시나에게 머니 인 더 뱅크를 써서 첫 WWE 챔피언이 된다. 그리고 그해 리타도 위민스 챔피언이 되어 그둘은 최고의 전성기를 맞게 된다. 그리고 2006년 랜디 오턴과 함께 레이티드 RKO를 결성하여 2006년 11월 13일 통산11회 WWE 월드 태그팀 챔피언이 된다. 2006년 7월 3일 통산2회 월드 헤비급 챔피언이 된다.2007년 5월 11일 언더테이커에게 머니 인 더 뱅크를 써서 통산 3회 월드 헤비급 챔피언이 된다.2007년부터 2008년까지 에지는 에지헤드를 만들어 커트 호킨스, 잭 라이더를 데리고 다닌다. 그리고 2008년 동안 통산 5회 월드 헤비급 챔피언 그리고 통산 6회, 7회 WWE 챔피언이 된다. 그리고 2009년 통산 8회, 9회 WWE 챔피언이 되어 최단 기간에 9회 나 통산 9회 월드챔피언이 되는 대기록을 새운다. 하지만 2009년 7월 3일 부상으로 잠깐 휴식기를 가지다가 2010년 1월 31일 로얄 럼블에 깜짝 등장해서 로얄 럼블 30인에서 29번으로 등장해 로얄 럼블에서 우승한다. 하지만 WWE 레슬매니아 26에서 로얄 럼블 우승 권한으로 WWE 월드 헤비급 챔피언 크리스 제리코에게 도전 하지만 패배한다. 그리고 지금은 서바이벌 시리즈에서 케인에게 WWE 월드 헤비급 챔피언 도전권을 얻었으나 더블 카운터로 패배하게 된다. 하지만 TLC에서 케인, 레이 미스테리오, 알베르토 델 리오와 함께 페이탈 4-웨이에서 TLC매치로 싸워 승리하여 통산10회 월드챔피언이 된다. 그리고 로얄럼블 2011에서 돌프 지글러와 WWE 월드 헤비급 챔피언쉽을 가지게 되어 로얄 럼블 2011에서 월드 헤비급 챔피언쉽을 해서 승리하게 된다. 하지만 비키 게레로의 권력남용으로 돌프 지글러를 챔피언으로 만들지만 스맥다운 단장 테디 롱이 나와 에지와 월드 헤비급 챔피언쉽을 가지게하여 통산11회 월드챔피언이 된다. 그 후 로얄 럼블 2011에서 우승한 알베르토 델 리오와 대립하게 되고 WWE 레슬매니아27에서 알베르토 델 리오와 붙어 윌드 헤비급 챔피언을 방어 한다.
하지만 4월 11일 RAW에서 갑작스러운 은퇴를 선언한다. 그 이유는 8년 전 목이 부러지고 그 외의 잦은 부상과 WWE 레슬매니아 27 이후 MRI 진단 이후 의사들의 권유로 은퇴를 결정 하게 되고 4월 15일 스맥다운에서 정식으로 은퇴식을 하게 된다. 2012년 1월 9일 로우를 통해 역대 최연소 WWE 명예의 전당 헌액자로 발표된다. 선수로의 활동은 하지 않지만 간접적으로 WWE 내외 활동을 하고 있다. 최근에는 익스트림 룰즈에서 브록 레스너와의 경기에 초조해 하는 존 시나에게 험담을 하며 용기를 주었다.

## 레슬링 기술
에지의 피니쉬는 스피어이고 다운워드 스파이럴, 원 맨 콘 체어 토, 에지케이터, 에지큐션, 에지-오-매틱, 킬 스위치 등의 기술을 사용한다. 에지는 자신만의 기술을 많이 보유한 선수로도 유명한데, 기술에 자신의 이름을 넣어 애착을 표한다.

## 수상
- CWA 노스 아메리칸 챔피언 1회
- OCW 태그팀 챔피언 1회 - 조 E. 레전드
- ICW 스트리트 파이트 태그팀 챔피언 2회 - 크리스챤 케이지 (1회), 조 E. 레전드 (1회)
- ICW-MWCW 미드-웨스트 통합 태그팀 챔피언 1회 - 조 E. 레전드
- WWE 챔피언 4회
- WWE 월드 헤비웨이트 챔피언 (구 버전) 7회
- WWE 인터콘티넨탈 챔피언 5회
- WWE 월드 태그팀 챔피언 (구 버전) 12회 - 크리스챤 (7회), 헐크 호건 (1회), 크리스 벤와 (2회), 랜디 오턴 (1회), 크리스 제리코 (1회)
- WWE 태그팀 챔피언 (구 버전) 2회 - 레이 미스테리오 (1회), 크리스 제리코 (1회)
- WCW 유나이티드 스테이츠 챔피언 1회
- WWE 킹 오브 더 링 2001 우승
- 2005년 머니 인 더 뱅크 우승
- 로얄 럼블 우승 (2010년, 2021년)
- WWE 14대 트리플 크라운
- WWE 7대 그랜드 슬램
- 2000년 PWI가 선정한 올해의 경기 With 크리스챤 VS 하디 보이즈 VS 더들리 보이즈
- 2001년 PWI가 선정한 올해의 경기 With 크리스챤 VS 하디 보이즈 VS 더들리 보이즈
- 2001년 PWI가 선정한 가장 인상깊은 레슬러
- 2004년 PWI가 선정한 올해의 컴백
- 2005년 PWI가 선정한 올해의 대립 VS 매트 하디
- 2006년 PWI가 선정한 올해의 대립 VS 존 시나
- 2006년 PWI가 선정한 최고의 악역 레슬러
- 2007년 PWI가 선정한 세계 최고의 레슬러 Top 500 - 2위 랭크
- 2008년 올해의 커플 상 - 비키 게레로
- 2009년 PWI가 선정한 세계 최고의 레슬러 Top 500 - 4위 랭크
- 2010년 WWE 나이트 오브 챔피언스에서 WWE 챔피언쉽을 하였지만 WWE 챔피언 되지 못했였다.
- 2010년 슬레미 어워즈 올해의 파괴적인 장면 - 미스테리 러 단장의 컴퓨터를 박살내는 장면
- 2011년 WWE RAW 4월 11일 은퇴 선언을 하였다.
- WWE 명예의 전당 헌액자 (2012년)
- AEW TNT 챔피언 2회

## 출연 작품
- 플레인 하이스트 - 잭 리즈 역